# 普罗提诺
普罗提诺（希臘語： Πλωτίνος；205年-270年），又譯柏羅丁、普洛丁，是新柏拉圖學派哲學家，被誉为新柏拉图主义之父。
普罗提诺出生于埃及，青年时在亚历山大港求学，并一直居住到39岁。他的老师是柏拉图學派成員安莫尼乌斯·萨卡斯。
大部分关于普罗提诺的记载都来自他的学生波菲利（公元232－304年）所编纂的普罗提诺的《六部九章集》的序言中。幾個世紀以來，他關於形而上學的文章在不斷影響著天主教，猶太教，諾斯底教以及伊斯蘭的形而上學哲學家與神秘主義學者，此外，他還創造了關於宗教的具有影響力的神學概念。
普罗提诺主張有神論，同時主張神秘主義。他不是基督徒，但他的哲學對當時基督教的教父哲學產生了極大影響。

## 生平
普菲利欧斯提到普罗提诺死于公元270时是66岁，也就是克劳迪二世执政的第二年。因此普罗提诺的出生时间应该是在205年左右，尤纳皮乌斯提到普罗提诺在埃及的波利斯出生，由此我们可以猜想他或许是一个罗马人，古埃及人或是生活在埃及的古希腊人。
普罗提诺对物质不信任（这个观点与柏拉图主义很像），他认为世间万物的现象是对一个更高的，人们可理解的东西的拙略模仿或残存的投影。而那个东西则是来源于那个一。这种对于物质的不信任让他从不为自己画一幅肖像画，据波菲利所说，因为“他羞于以肉身存在”。他同时不与别人谈论他的家世，童年，或他出生的时间以及地点。在对他的报道里以及同他交往的看法中，我们可以看出他是一个具有极高道德水平与精神涵养的人。
普罗提诺在27岁的时候旅行到亚历山大开始学习哲学，也就是在大约公元232年，可是他对每一个教他的老师都不满意，直到一个熟人建议他去向阿莫尼斯·萨斯卡求教。看完他的文章之后，他向朋友宣告：“这就是我要找的人！”除了阿莫尼斯之外，他也受到了亚里士多德及其著作评论家阿佛洛狄西亚的亚历山大、努美纽斯以及许多斯多葛学派思想的影响。

## 由波斯回到罗马的冒险
在亚历山大生活了十一年之后，他决定去波斯以及印度展开哲学教研，为了达成这个目的，他离开了亚历山大城并加入了戈尔迪安三世的波斯远征军，但是他们最后战败了。在戈尔迪安王战死前，普罗提诺发现他被抛弃在敌人的领地上，无法返回位于安提奥克的据点。
当普罗提诺40岁，也就是菲利普一世统治时期，他去到罗马，并在那里度过了生命中余下的时光。在那他教授了一大批学生，其中就包括波菲利，Gentilianus，托斯卡纳的Ameliug Firmus，亚历山大的Eustochius，一位追随普罗提诺至死的医生，以及一位在死后留给普罗提诺财宝与土地的阿拉伯贵族。一位批评诗人Zoticus，来自西托波利斯的医生，以及来自亚历山大的Serapion。在Castricius旁边的罗马参议院中都有他的学生，比如Marcellus Orontius，Sabinillus和Rogantianus。在他的学生中，也包括一部分女性。

## 老年生活
在罗马，普罗提诺受到了来自罗马皇帝以及其妻子对他的敬意。一方面他试图让皇帝对重建位于坎帕尼亞大區的一处废墟提起兴趣，这个想法被后来的人称作“哲人之城”，那里的居民将生活在以柏拉图主义为基础的法律之下，但由于一些波菲利所不清楚的原因，这个项目一直没有被批准。
当波菲利听到关于普罗提诺死讯之后，他去了西西里生活，普罗提诺在他朋友Zethos捐赠的庄园中度过了晚年。在普罗提诺死前，他说过的最后一句话是：“提高自我的圣洁以提升万物”。根据Eustochius所说，有一只蛇悄然爬到普罗提诺躺着的床上，而当它从墙中的孔洞爬走时，普罗提诺的生命宣告终结。
波菲利在普罗提诺死后17年，将他的手稿与散文整理成为《九章集》。其中还包含了他在辩论以及讲座上用到的文章。而普罗提诺本人却无法将其整理成书因为他患有眼疾，甚至他因此不能修改自己的文章。据波菲利所说：“我的老师的字迹是不堪入目的，他没有将词与词，字与字作隔断，并对自己错误的拼写也毫不在意。”他本人极度讨厌编辑工作，于是这个责任便落到了波菲利的身上——也就是日后将《九章集》整理并出版的人。

## 作品

### 版本
目前最全的權威版本是德國著名語文學家、古希臘哲學家Hans-Rudolf_Schwyzer編輯的Plotini opera，有牛津大學出版社1964—1982年本，共三卷。
此外，法國 Les Belles Lettres出版社Budé叢書正在出版新版本，有古希臘文、法文對照，且有詳盡註釋。
比較重要的翻譯：
- 法文：Luc Brisson、Jean-François Pradeau編，Ennéades，Éditions Flammarion，2002—2010年間出版。
- 法文：Pierre Hadot主導，Les Écrits de Plotin，Vrin。